# Jurij Trambowiecki
Jurij Aleksandrowicz Trambowiecki, ros. Юрий Александрович Трамбовецкий (ur. 27 czerwca 1987 roku) – rosyjski lekkoatleta, sprinter.
Jego największym sukcesem jest srebrny medal w sztafecie 4 × 400 metrów na Halowych Mistrzostwach Europy 2013.
Medalista mistrzostw Rosji.

## Rekordy życiowe
- Bieg na 400 metrów – 46,24 (2011)